# Mairelys Delgado Crespo
Mairelys Delgado Crespo (Villa Clara, Cuba, el 3 de julio de 1974) es una Gran Maestro Femenino de ajedrez cubana que representa actualmente a España.

## Palmarés y participaciones destacadas
Fue dos veces campeona de Cuba femenina de ajedrez en 1994 y 1999. Fue ganadora del campeonato de Cuba juvenil femenino en 1992 y 1994.
Participó representando a Cuba en las Olimpíadas de ajedrez en tres ocasiones en 1996 en Ereván, en 1998 en Elistá y en 2000 en Estambul y representando a España en dos ocasiones en 2006 en Turín y 2008 en Dresde.